# Pirčiupiai
Pirčiupiai est un village lituanien de la seniūnija de Valkininkų, dans la municipalité du district de Varėna, dans l'apskritis d'Alytus (région de Dzūkija). 
D'après le recensement de 2021, le village compte 62 habitants contre 103 en 2001. 

## Situation géographique
Le village se trouve dans la seniūnija de Valkininkų, dans la municipalité du district de Varėna, dans l'apskritis d'Alytus (région de Dzūkija). Situé dans la forêt de Rūdninkai, il est traversé par le ruisseau Pirčiupis. 

## Histoire
Le village est connu à partir du XVIe siècle, lorsque les grands-ducs de Lituanie l'utilisent comme terrain de chasse.

### Massacre de Pirčiupiai
Le matin du 3 juin 1944, près de Pirčiupiai, des partisans soviétiques minent la route devant deux camions transportant des soldats SS, puis tirent sur les survivants. Seuls quelques Allemands échappent à l'embuscade.

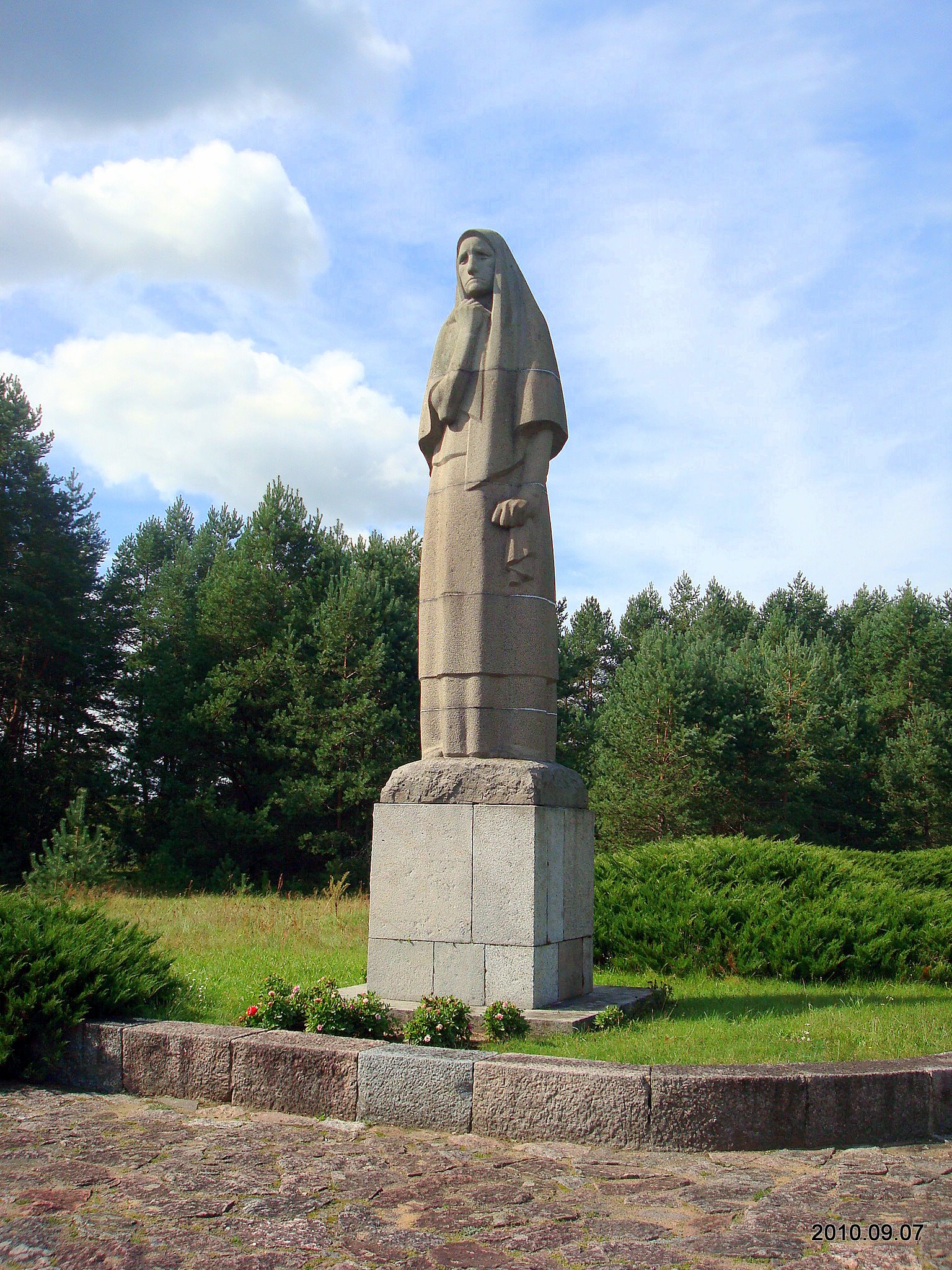
La Mère de Pirčiupiai.

Les Allemands organisent une expédition punitive dans le village de Pirčiupiai et brûlent vifs la quasi-totalité des habitants. Ce jour-là, 119 personnes (dont 49 enfants de moins de 16 ans) sont tuées. Seulement 9 échappent au massacre. C'est le commandant SS Walter Titel, du 16e régiment de police SS, qui a ordonné que les civils soient brûlés vifs. 
Les SS n'autorisent l'inhumation des corps qu'une semaine plus tard, le 11 juin 1944. Les 39 survivants du village se chargent de le reconstruire.
En 1960, un monument, baptisé « Mère de Pirčiupiai », est érigé pour commémorer l'événement. Son créateur, Gediminas Jokūbonis (lt), reçoit le prix Lénine pour ce film en 1963. Le film soviétique Le Groupe sanguin zéro, sorti en 1981, retrace les événements. Plusieurs sites d'incendie sont clôturés et portent des plaques commémoratives.